# Hermann Bär
Hermann Bär OCist (* 1. Januar 1742 in Ober-Olm als Johannes Bär; † 24. Oktober 1814 in Mainz) war letzter Bursar des Klosters Eberbach und erforschte nach dessen Aufhebung 1803 dessen Geschichte.

## Leben
Johannes Bär stammte aus einer Bauernfamilie in Ober-Olm. Das Kloster Eberbach war in diesem Ort mit dem Birkerhof begütert, über den er vermutlich in Kontakt zum Konvent des Klosters kam.
Bär besuchte das Jesuitengymnasium in Mainz. Seit 1760 lebte er als Novize im Kloster Eberbach. Ein Jahr später legte er das erste Ordensgelübde ab. Seine endgültige Profess erfolgte am 7. August 1776. Er erhielt den Ordensnamen Herrmann unter dem er bekannt wurde. Bärs Heimatkloster war das Kloster Eberbach.
Er begleitete im Kloster das Amt des Bursar. In diesem Amt oblag ihm die Verwaltungsleitung des umfangreichen Klosterbesitz aus landwirtschaftlichen Gütern. In dieser Position war er intensiv mit der urkundlichen Überlieferung des Klosterarchiv befasst und verfasste Werke zur Geschichte des Erzbistums Mainz, in dem das Kloster lag.
Während seiner Amtszeit erlitt das Kloster ab 1792 durch die beginnenden Koalitionskriege erhebliche Vermögensschäden. Mehrfach wurde es zu Sondersteuern herangezogen. 1796 plünderten französische Truppen das Kloster. Seit 1799 bezog das Kloster keine Einkünfte mehr aus den linksrheinischen Besitzungen. 1803 erfolgte die endgültige Säkularisation des Klosters durch das Fürstentum Nassau.
Nach der Aufhebung des Klosters zog Bär nach Mainz und befasste sich mit der Erforschung der Geschichte des Klosters Eberbach. Das von ihm verfasste Werk Diplomatische Geschichte der Abtei Eberbach im Rheingau wurden jedoch erst in den 1850er Jahren von Karl Rossel herausgegeben und so einem größeren Publikum bekannt. Es gilt bis heute als ein Standardwerk zur Geschichte des Klosters.

## Werke
- Diplomatische Geschichte der Abtei Eberbach im Rheingau. Hrsg.: Karl Rossel. Band 1. Verein für Nassauische Alterthumskunde und Geschichtsforschung, Wiesbaden 1855 (MDZ [abgerufen am 26. Juni 2013]).
- Beiträge zur Mainzer Geschichte der mittleren Zeiten Band 1. Häfnerische Buchhandlung, Mainz 1789.
- Beiträge zur Mainzer Geschichte der mittleren Zeiten Band 2. Häfnerische Buchhandlung, Mainz 1790.
- Diplomatischer Versuch einer Genealogie Christians II. Erzbischofs zu Mainz. Häfnerische Buchhandlung, Mainz 1789.
- Natürliche Beschaffenheit und Kultur des Rheingaus in mittleren Zeiten. Mainz 1790.